# Pajupea
Pajupea is een plaats in de Estlandse gemeente Rae, provincie Harjumaa. De plaats heeft de status van dorp (Estisch: küla).

## Bevolking
Het dorp had 121 inwoners op 31 december 2011 en 132 inwoners op 31 december 2021.

## Ligging
De Leiva, een zijrivier van de Pirita, stroomt door het dorp.